# Homotherium
Homotherium là một loài bị tuyệt chủng của mèo cắn răng Machairodontinae, thường được gọi là mèo răng khỉ, có thể trải dài từ Bắc Mỹ, Nam Mỹ, Âu Á và châu Phi trong thời Pliocen và Pleistocen (5 năm trước đây là 28.000 năm trước) 5 triệu năm.

## Đặc điểm

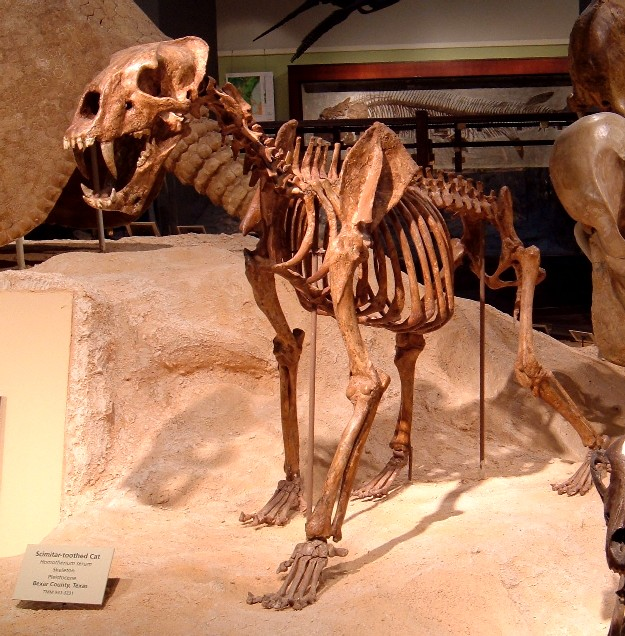
Huyết Tranh thanh phục dựng xương Homotherium serum tại Bảo tàng Tưởng niệm Texas (Austin, Texas)